# Mesokristensenia

Mesokristensenia é um género extinto da traça da família Mesokristenseniidae. Ela existia no que é hoje a China durante o período Jurássico médio. Foi nomeado por Huang Diying, André Nel e Joël Minet em 2010, e a espécie tipo é Mesokristensenia latipenna.
Um total de 20 mariposas foram coletadas da Formação Jiulongshan do Leste Médio Jurássico no Nordeste da China com o objetivo de estudar todas essas espécies de Lepidópteros.